# Palazzo Naldini

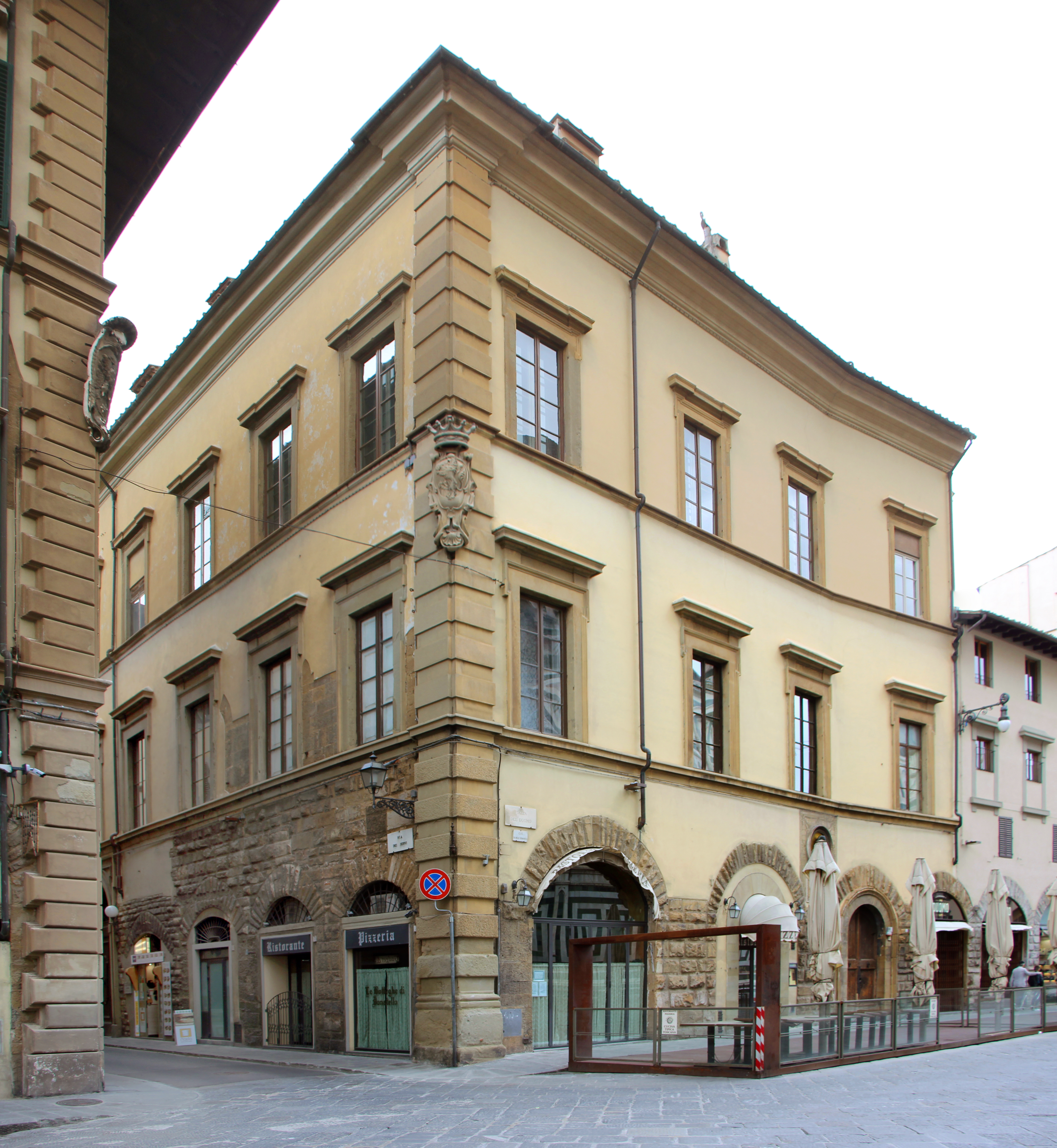
Vista do Palazzo Naldini.

O Palazzo Naldini, ou Palazzo del Riccio, também conhecido na actualidade como Palazzo Niccolini al Duomo, é um palácio de Florença situado na esquina da Piazza del Duomo com a Via dei Servi, onde se ergue frente ao Palazzetto Del Bianco.

## História
No local onde foi erguido o Palazzo Naldini encontravam-se, antigamente, as casas dos Tedaldi, antiga família florentina que possuía numerosas propriedades, entre casas e oficinas, nesta zona. Numa destas oficinas trabalhou Donatello, como recorda uma lápide e um busto colocados na fachada do palácio voltada para a Piazza del Duomo, em 1886, na presença do Rei Humberto I.
O nobre Giovanni Naldini adquiriu várias destas casas aos Tedaldi, em 1532, e deu início à construção do palácio.

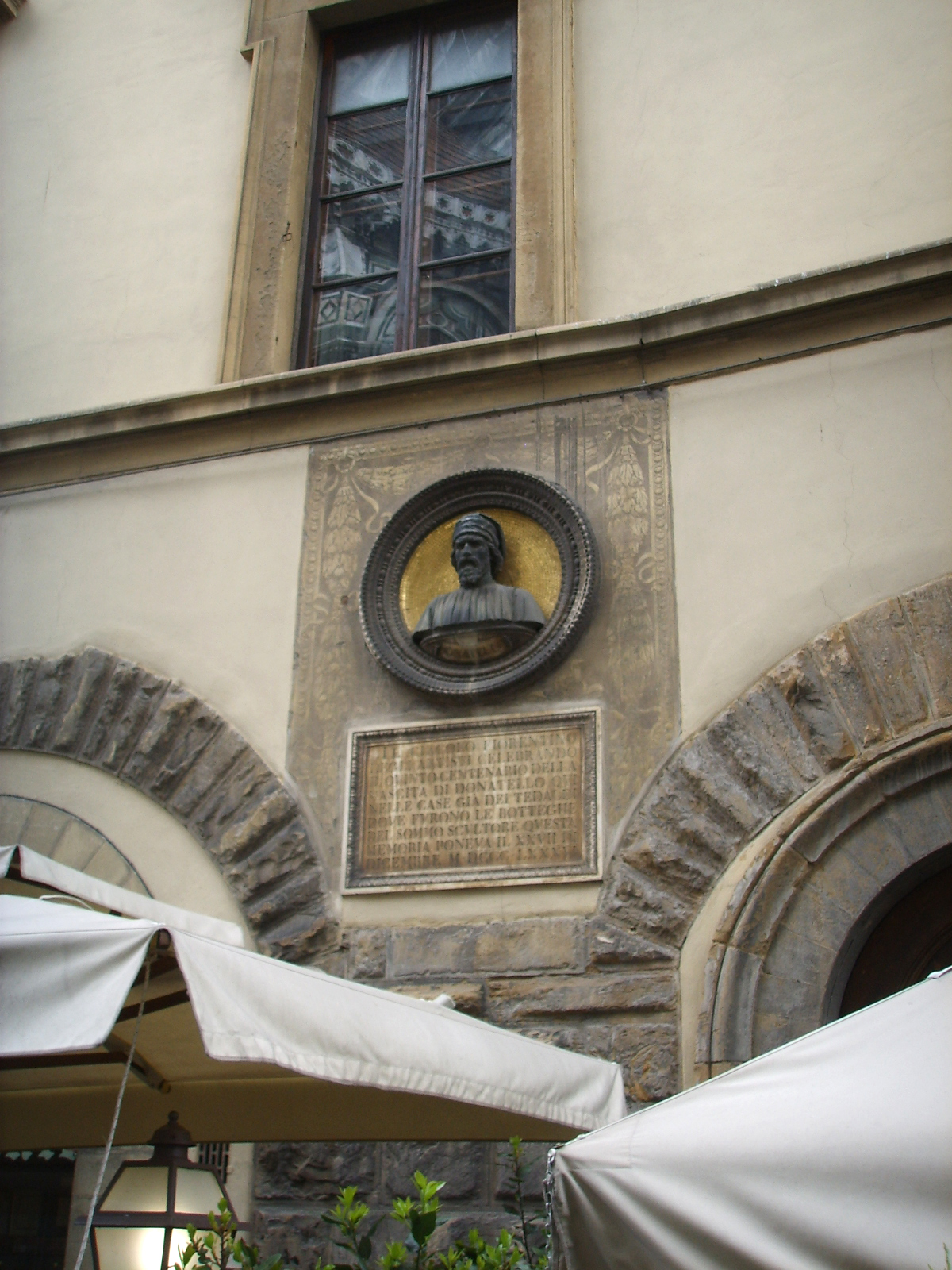
Placa e busto de Donatello.

A construção aconteceu em vários momentos diferentes: inicialmente, na primeira metade do século XVI, deu-se um aspecto unitário aos vários edifícios; mais tarde, nos primeiros anos do século XVIII, Pierfrancesco Silvani cuidou de alguns trabalhos de melhoramento: a escadaria, as janelas e o átrio na Via dei Servi, onde se abre o pátio, com característicos arcos elípticos rebaixados.
Em seguida, foi a vez do arquitecto Pier Paolo Giovannozzi trabalhar no palácio, por ordem de Ottaviano Naldini, o que aconteceu entre 1725 e 1732, dando ao Palazzo Naldini o seu aspecto definitivo. Nos anos que mediaram entre 1763 e 1770, o palácio foi, por fim, ampliado na Via dei Servi por encomenda de Domenico Naldini, sendo embelezada a decoração interior das salas com afrescos ainda existentes, dos pintores Gaspero Nannucci, Niccolò Pintucci, Tommaso Gherardini e Gennaro Landi, com temas paisagísticos e naturalistas, no típico estilo setecentista.
Pertence aos Naldini o brasão existente na esquina da fachada, com um leão que sustenta uma esfera.
Em 1879, a última herdeira dos Naldini, Cristina, casou-se com o Marquês Eugenio Niccolini di Camugliano, pelo que o palácio pertence, actualmente, aos Niccolini, os quais possuem um outro grande palácio na mesma rua, o Palazzo Niccolini.
Actualmente, o Palazzo Naldini, que apresenta decorações de afrescos e tapeçarias originais, é arrendado como residência de época.

## Galeria de imagens do Palazzo Naldini

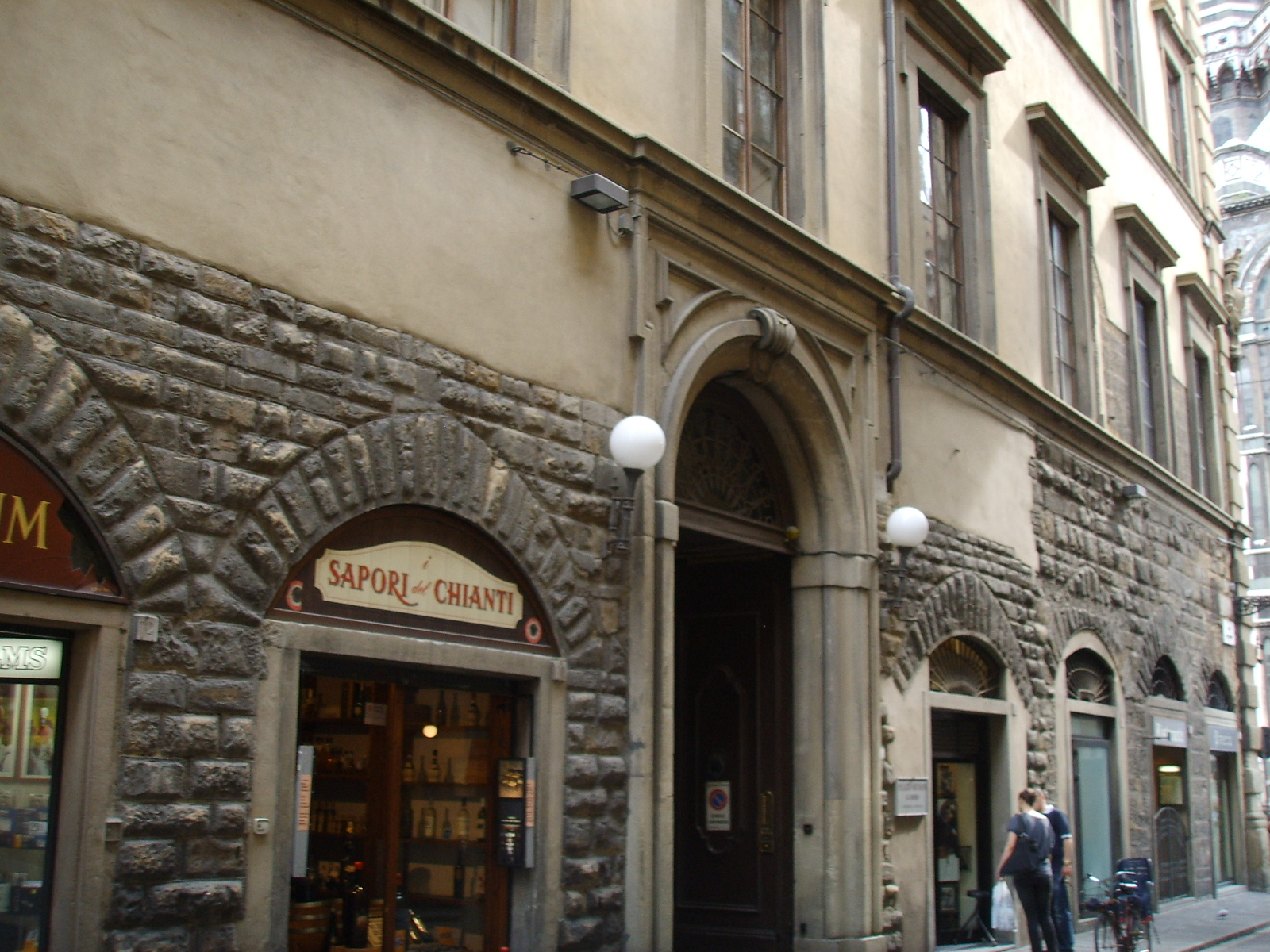
Entrada do Palazzo Naldini
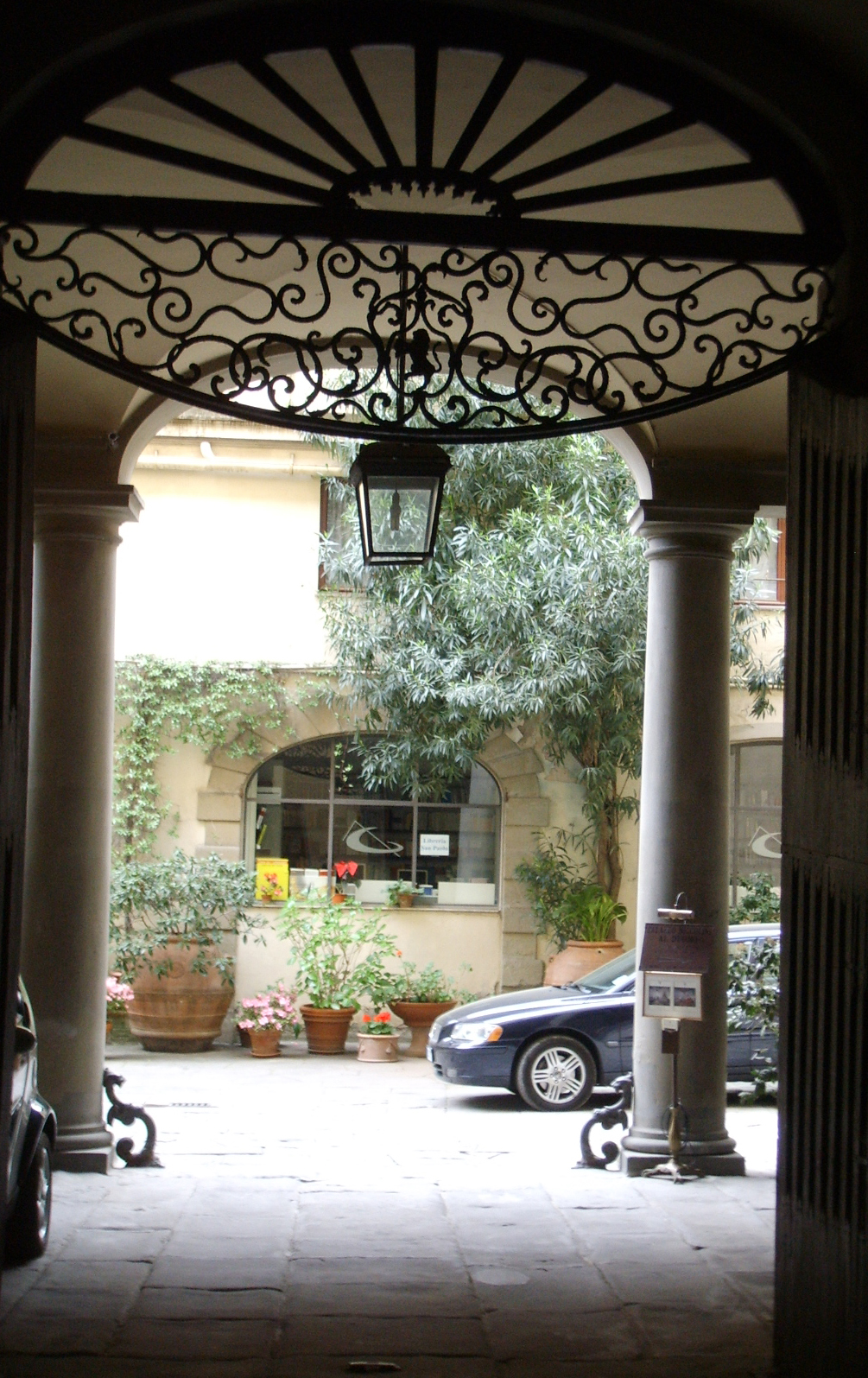
Entrada do pátio
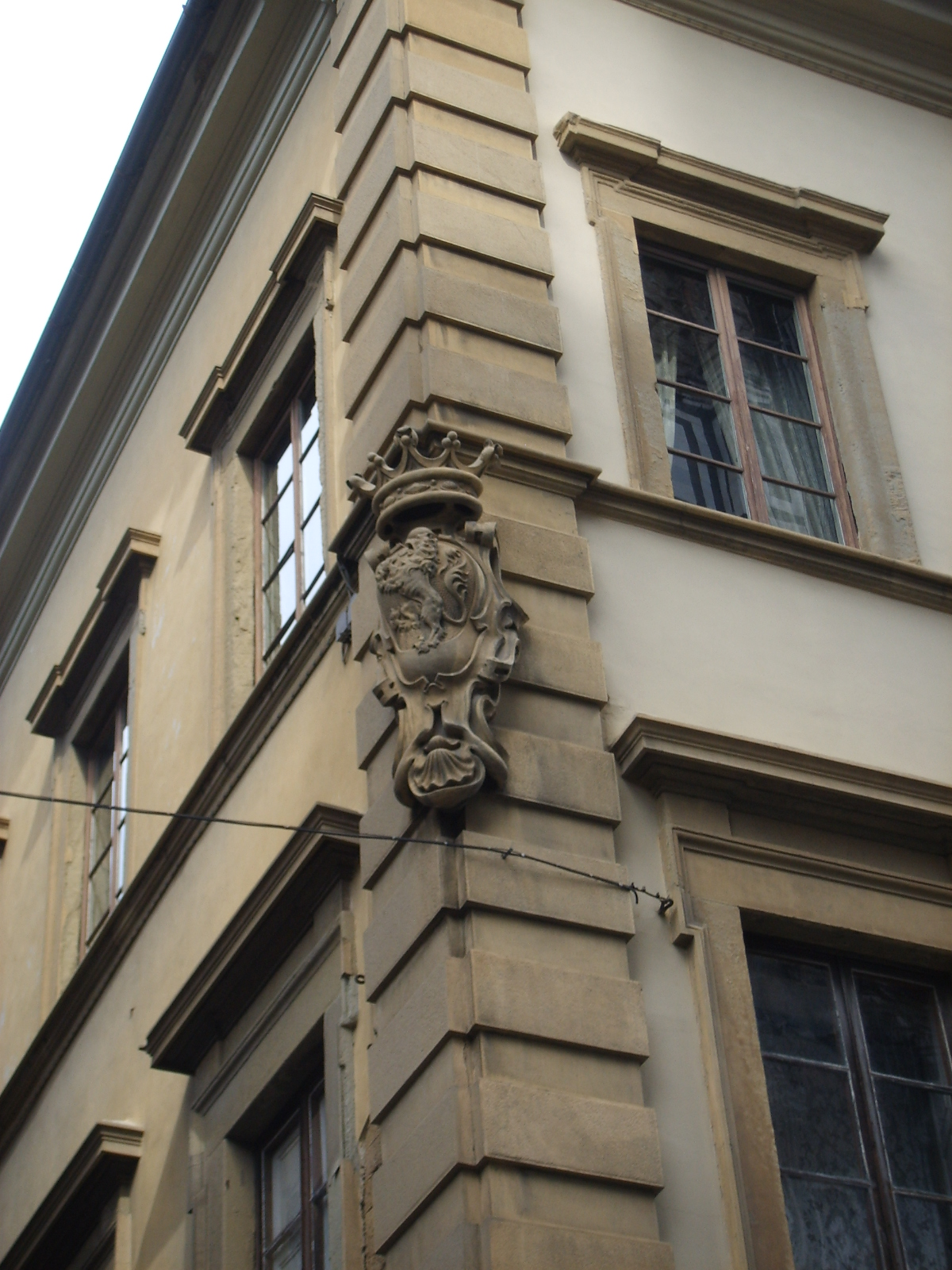
Brasão familiar
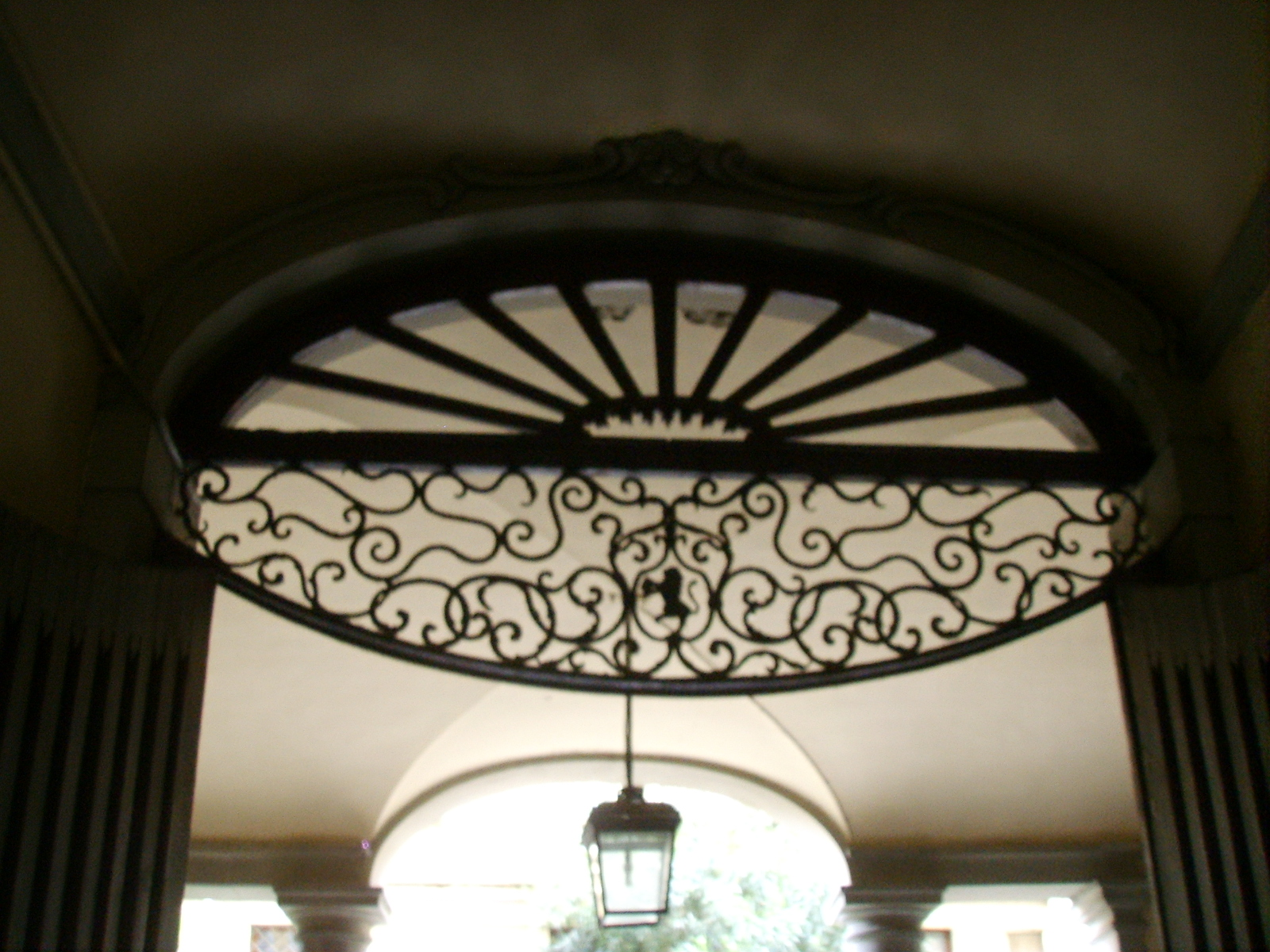
Pormenor da entrada no pátio
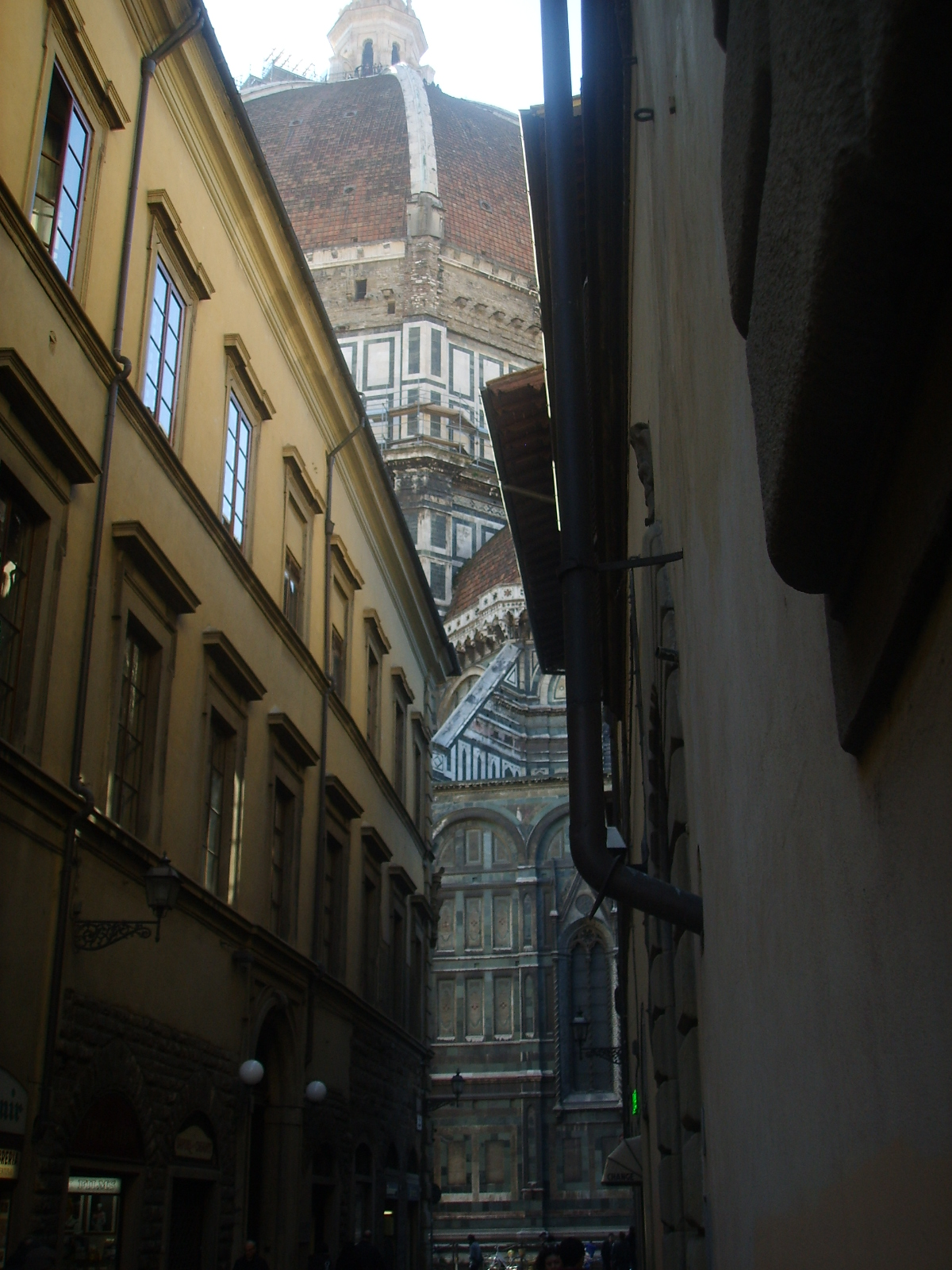
Palazzo Naldini, com a catedral ao fundo